# U.S. National Championships 1919
Gli U.S. National Championships 1919 (conosciuti oggi come US Open) sono stati la 39ª edizione degli U.S. National Championships e quarta prova stagionale dello Slam per il 1919. Il torneo di singolare maschile si è disputato al West Side Tennis Club nel quartiere di Forest Hills di New York, il doppio maschile al Longwood Cricket Club di Chestnut Hill, i tornei femminili e il doppio misto al Philadelphia Cricket Club di Filadelfia, negli Stati Uniti.
Il singolare maschile è stato vinto dallo statunitense Bill Johnston, che si è imposto sul connazionale Bill Tilden col punteggio di 6–4, 6–4, 6–3. Il singolare femminile è stato vinto dalla statunitense Hazel Hotchkiss Wightman, che ha battuto in finale la connazionale Marion Zinderstein. Nel doppio maschile si sono imposti Norman Brookes e Gerald Patterson. Nel doppio femminile hanno trionfato Marion Zinderstein e Eleonora Sears. Nel doppio misto la vittoria è andata a Marion Zinderstein, in coppia con Vincent Richards.

## Seniors

### Singolare maschile
Bill Johnston ha battuto in finale  Bill Tilden con il punteggio di 6–4, 6–4, 6–3.

### Singolare femminile
Hazel Hotchkiss Wightman ha battuto in finale  Marion Zinderstein con il punteggio di 6–1, 6–2.

### Doppio maschile
Norman Brookes /  Gerald Patterson hanno battuto in finale  Bill Tilden /  Vincent Richards con il punteggio di 8–6, 6–3, 4–6, 4–6, 6–2.

### Doppio femminile
Marion Zinderstein /  Eleonor Goss hanno battuto in finale  Eleonora Sears /  Hazel Wightman con il punteggio di 10–8, 9–7.

### Doppio misto
Marion Zinderstein /  Vincent Richards hanno battuto in finale  Florence Ballin /  Bill Tilden con il punteggio di 2–6, 11–9, 6–2.